# Nathan T. Stratton
Nathan Taylor Stratton (* 17. März 1813 bei Swedesboro, Salem County, New Jersey; † 9. März 1887 in Mullica Hill, New Jersey) war ein US-amerikanischer Politiker. Zwischen 1851 und 1855 vertrat er den Bundesstaat New Jersey im US-Repräsentantenhaus.

## Werdegang
Nathan Stratton besuchte die öffentlichen Schulen seiner Heimat. Im Jahr 1829 zog er nach Mullica Hill, wo er als Ladenangestellter arbeitete. Ab 1835 war er Teilhaber dieses Geschäftes; von 1840 bis 1886 betrieb Stratton sein eigenes Gewerbe. Ferner begann er als Mitglied der Demokratischen Partei eine politische Laufbahn. In den Jahren 1843 und 1844 saß er als Abgeordneter in der New Jersey General Assembly. Danach war er von 1844 bis 1847 als Friedensrichter tätig. Außerdem engagierte er sich im Immobiliengeschäft und in der Landwirtschaft. In seiner Heimat bekleidete er mehrere lokale Ämter.
Bei den Kongresswahlen des Jahres 1850 wurde Stratton im ersten Wahlbezirk von New Jersey in das US-Repräsentantenhaus in Washington, D.C. gewählt, wo er am 4. März 1851 die Nachfolge von Andrew K. Hay antrat. Nach einer Wiederwahl konnte er bis zum 3. März 1855 zwei Legislaturperioden im Kongress absolvieren. Diese waren von den Ereignissen und Diskussionen im Vorfeld des Bürgerkrieges geprägt. Dabei ging es vornehmlich um die Frage der Sklaverei. Im Jahr 1854 verzichtete Stratton auf eine weitere Kongresskandidatur.
Nach dem Ende seiner Zeit im US-Repräsentantenhaus setzte er seine früheren Tätigkeiten fort. Im Jahr 1865 war er Gemeinderat in Harrison. Außerdem fungierte er zwischenzeitlich als Steuerbeauftragter seines Staates. Zwischen 1865 und 1887 war er Kurator der State Reform School for Boys in Jamesburg. Zuvor war er im Jahr 1866 Delegierter zur National Union Convention in Philadelphia. Im Jahr 1880 strebte Nathan Stratton erfolglos seine Rückkehr in den Kongress an. Er starb am 9. März 1887 in Mullica Hill.